# یکتا جمالی
یکتا جمالی (زادهٔ ۲۶ آذر ۱۳۸۳ در سده لنجان) وزنه‌بردار ایرانی است. او نخستین مدال‌آور جهانی تاریخ ورزش ایران در وزنه‌برداری زنان است.
جمالی ۳۰ مه ۲۰۲۱ در رقابت دستهٔ ۸۷ کیلوگرم زنان در قهرمانی‌های جوانان جهان ۲۰۲۱ در تاشکند، ازبکستان شرکت کرد و در حرکت یک ضرب وزنهٔ ۹۲ کیلوگرم (جایگاه سوم)، حرکت دو ضرب وزنهٔ ۱۱۶ کیلوگرم (جایگاه سوم) و مجموع ۲۰۸ کیلوگرم (جایگاه سوم) را ثبت کرد و ۳ مدال برنز کسب کرد. این سه نشان برنز، نخستین مدال‌های زنان وزنه‌بردار ایران در رقابت‌های بین‌المللی بزرگ (المپیک، قهرمانی‌های جهان، قهرمانی‌های آسیا) رده‌های سنی مختلف بودند. کسب این موفقیت توسط جمالی بازتاب‌های زیادی در رسانه‌های فارسی داشت و رسانه‌ها و کاربران شبکه‌های اجتماعی با عناوینی مانند «تاریخ‌سازی دختر ایرانی» و «مدال تاریخی یکتا جمالی» از آن استقبال کردند.او روز پنجشنبه ۲۲ اردیبهشت ۱۴۰۱ اردوی تیم ملی ایران را در یونان ترک کرد و از آلمان تقاضای پناهندگی کرد.

## نتایج
| سال                   | مکان               | وزن          | یک‌ضرب (کیلوگرم) | یک‌ضرب (کیلوگرم) | یک‌ضرب (کیلوگرم) | یک‌ضرب (کیلوگرم) | دوضرب (کیلوگرم) | دوضرب (کیلوگرم) | دوضرب (کیلوگرم) | دوضرب (کیلوگرم) | مجموع        | رتبه         |
| سال                   | مکان               | وزن          | ۱               | ۲               | ۳               | رتبه            | ۱               | ۲               | ۳               | رتبه            | مجموع        | رتبه         |
| قهرمانی جهان          | قهرمانی جهان       | قهرمانی جهان | قهرمانی جهان    | قهرمانی جهان    | قهرمانی جهان    | قهرمانی جهان    | قهرمانی جهان    | قهرمانی جهان    | قهرمانی جهان    | قهرمانی جهان    | قهرمانی جهان | قهرمانی جهان |
| --------------------- | ------------------ | ------------ | --------------- | --------------- | --------------- | --------------- | --------------- | --------------- | --------------- | --------------- | ------------ | ------------ |
| ۲۰۲۱                  | تاشکند، ازبکستان   | ۸۷ کیلوگرم   | ۹۰              | ۹۶              | ۱۰۰             | ۱۰              | ۱۱۳             | ۱۱۸             | ۱۲۲             | ۱۰              | ۲۲۲          | ۹            |
| قهرمانی جوانان جهان   |                    |              |                 |                 |                 |                 |                 |                 |                 |                 |              |              |
| ۲۰۲۱                  | تاشکند، ازبکستان   | ۸۷ کیلوگرم   | ۸۵              | ۹۰              | ۹۲              | 3               | ۱۰۵             | ۱۱۱             | ۱۱۶             | 3               | ۲۰۸          | 3            |
| ۲۰۲۲                  | هراکلیون، یونان    | ۸۷ کیلوگرم   | ۹۴              | ۹۸              | ۱۰۰             | 2               | ۱۱۵             | ۱۲۱             | ۱۲۱             | ۶               | ۲۲۱          | ۴            |
| قهرمانی نوجوانان جهان |                    |              |                 |                 |                 |                 |                 |                 |                 |                 |              |              |
| ۲۰۲۱                  | جده، عربستان سعودی | ۸۱ کیلوگرم   | ۸۶              | ۹۰              | ۹۳              | 3               | ۱۰۷             | ۱۱۵             | ۱۱۹             | 2               | ۲۰۵          | 2            |